# جورج سميث (رياضي)
جورج سميث (بالإنجليزية: Thomas Swindlehurst)‏ (و. 1874 – 1959 م) هو رياضي بريطاني، شارك في الألعاب الأولمبية الصيفية 1908، توفي عن عمر يناهز 85 عاماً.

## روابط خارجية
- جورج سميث على موقع أوليمبيديا (الإنجليزية)